# Roswitha Krause
Roswitha Krause (Dahme, 3 de novembro de 1949) é uma ex-nadadora e handebolista olimpica alemã. É a primeira mulher a conquistar medalhas em esportes diferentes.

## Carreira
Nos Jogos de 1968, conquistou a medalha de prata no revezamento 4x100m, e nadou sem sucesso os 100m livre. E ela fez parte da equipe alemã do handebol feminino, prata em Montreal 1976 e bronze Moscou 1980, com um total de 18 gols, em 9 jogos.